# Ярмулка

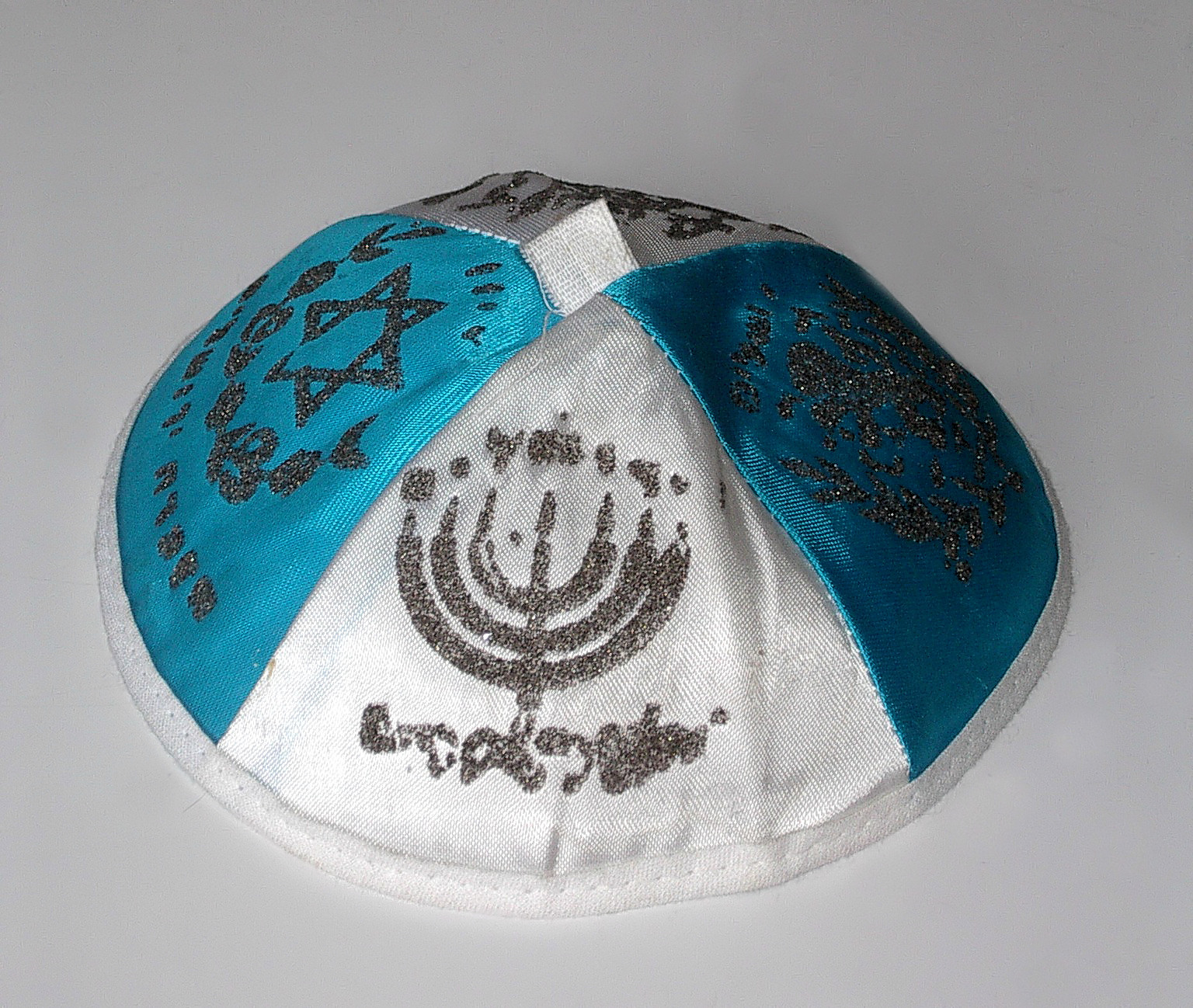
Кіпа, прикрашена візерунками

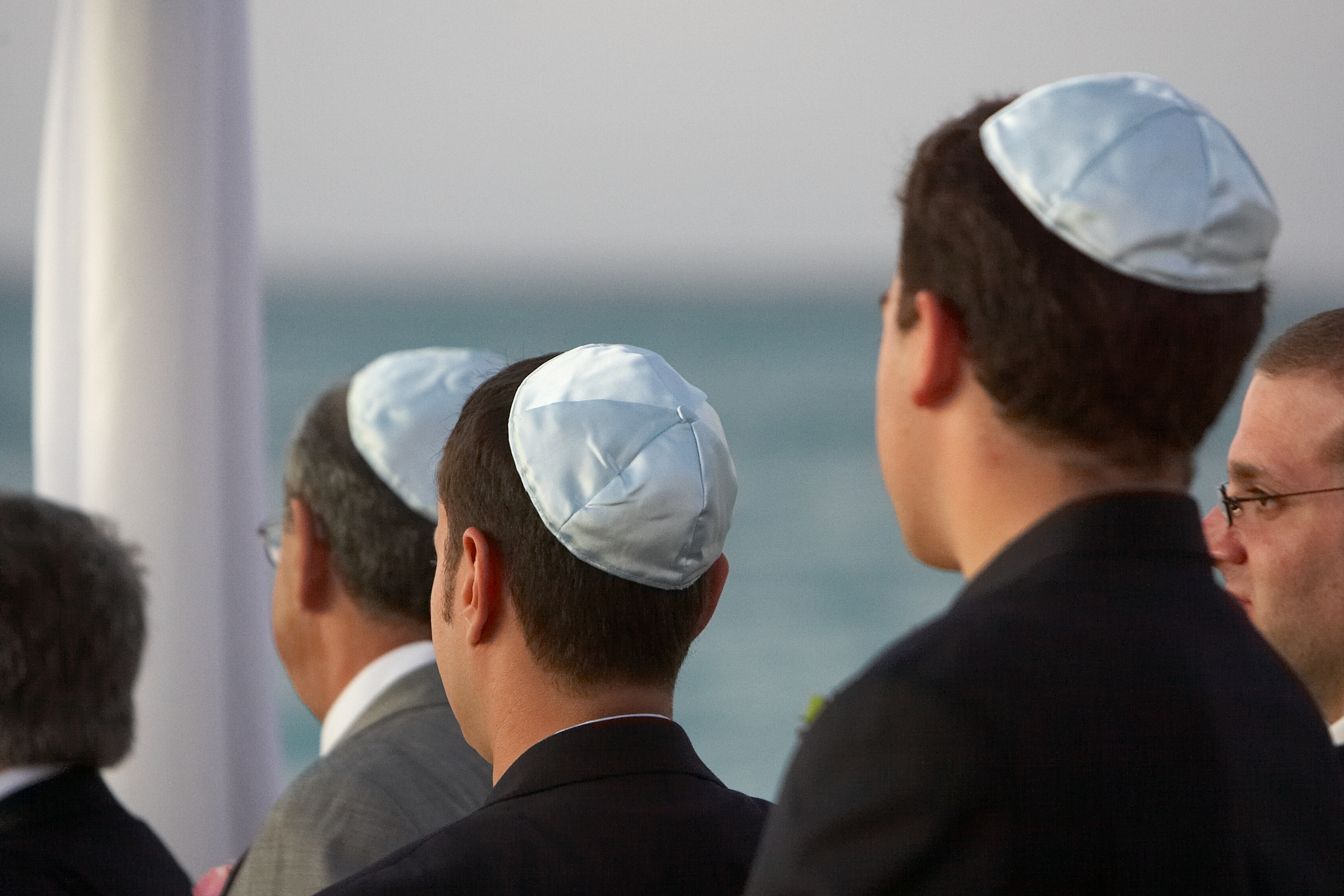
Консервативні юдеї в ярмулках

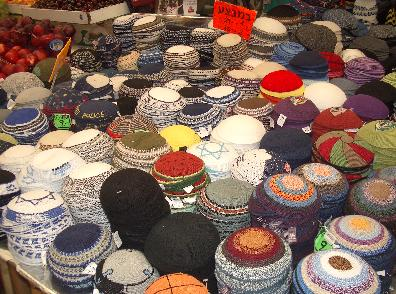
На прилавках Єрусалима

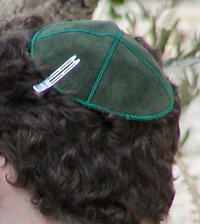
Кіпа з заколкою

Ярму́лка, або кі́па (івр. כִּיפָּה, «кіпа», мн. «кіпот»; їдиш: יאַרמלקע «ярмолке») — традиційний єврейський чоловічий головний убір. Втім, саме слово ярмулка має і ширше значення і позначає невелику круглу шапочку, яку можуть носити не тільки євреї. Може носитися окремо або під капелюхом. Ярмулку іноді прикріплюють до волосся шпилькою.

## Етимологія
Слово ярмулка, ймовірно, тюркського походження: від тур. yağmurluk — «дощовик».
Єврейська народна етимологія пов'язує це слово з арамейською фразою «йаре малка», що означає «трепет перед царем» (мається на увазі Всевишній). Інший варіант — це скорочення двох івритських слів — йере ме-елок («богобоязливий»).
Відповідно до єврейської традиції, покрита голова — знак того, що над вами могутня сила. На івриті слово кіпа означає «покриття» або «купол». Еквівалентом йому є фр. calotte та італ. calotta: обидва означають «купол» в архітектурі.
Ізраїльтяни ставлять наголос у слові кіпа на другому складі, як в івриті; в українській мові наголос зазвичай на першому складі[джерело?].

### Інше вживання слова ярмулка

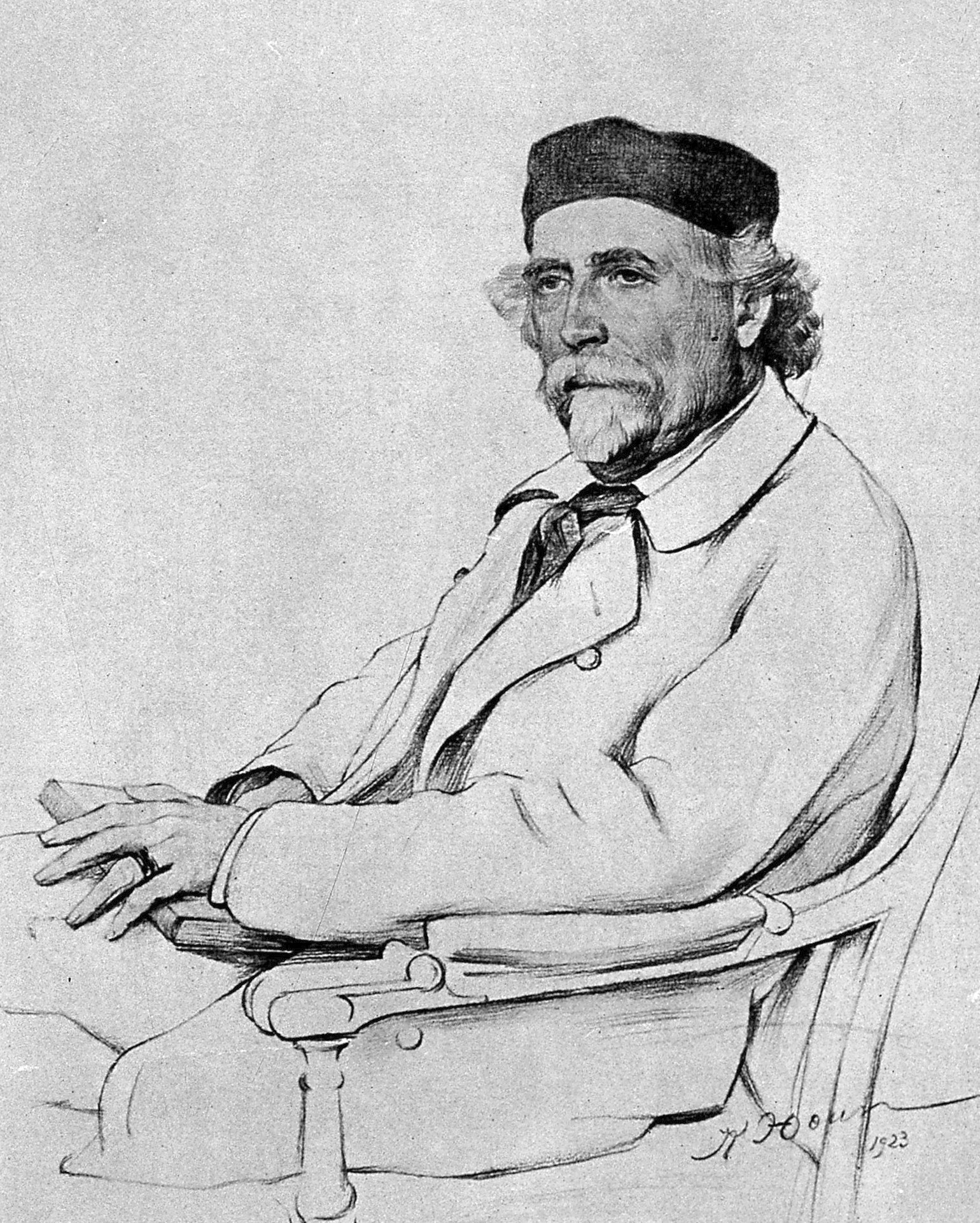
Академік М. Д. Зелінський в ярмулці

На відміну від слова «кіпа», термін «ярмулка» вживається ширше, зокрема, в Московській державі XV—XVII ст. ярмулка (тафія) була домашнім головним убором знатної людини. У XIX столітті ярмулкою називали невеликий головний убір без крисів, його носили вдома, одягаючи тільки з халатом чи шлафроком (домашнім піджаком). «Ярмулка — кругла чоловіча шапочка, що надягається на потилицю; носиться в кімнаті».
Такий самий головний убір є частиною вбрання католицького духовенства. Після прийняття сану і постригу католицький священик повинен був носити пілеолус, або soli Deo (з лат. — «Тільки Богу»).
Коли 1964 року папа Павло VI відвідував Ізраїль, в газеті «Джерузалем пост» з'явилася фотографія: Папу зустрічає ізраїльський президент Залман Шазар, а підпис під фотографією говорить: «Папа — той, хто в ярмулці».
Також відома академічна ярмулка — традиційний головний убір вчених.
Схожі з ярмулками круглі сванські шапочки (сванки) з тонкої повсті (зазвичай сірі з облямівкою з тасьми) — елемент національного одягу сванів (Грузія).
В українській мові існує вираз «свиня в ярмулці», вперше вжитий Миколою Гоголем в «Ревізорі» щодо одного з персонажів, він означає чванливу людину з необґрунтовано великими претензіями.
Оскільки ярмулка є традиційною ознакою для антисемітських нападів, євреям зазвичай не радять її носити поза межами Ізраїлю та США.

## Походження
У давні часи головний убір був знаком контакту з Богом;— голову покривали під час служіння Всевишньому (під час молитви, вимовляючи благословення, вивчаючи Тору і т. д.). Тора  наказує коенам, службовцям в храмі, одягати головний убір. Деякі євреї носили її постійно
— цим вони хотіли показати, що всі їхні вчинки спрямовані на служіння. Сенс цього звичаю — показати, що єврей усвідомлює існування Всевишнього і Його мудрість, цінуючи це навіть вище голови — найбільш розвиненої й важливої частини людини.— «Кипа - когда и зачем?»
Якщо християни демонструють повагу до Бога, знімаючи головний убір, то юдеї — носячи його. Протягом дня, особливо під час молитви або читання Тори, на голові в юдея повинна бути ярмулка. Однак носіння ярмулки є звичаєм, а не законом: ніде в Торі або Талмуді євреям не наказується обов'язково накривати голову ярмулкою. Ортодоксальні євреї носять її завжди, консерватори — в синагозі і під час їжі. Реформістський юдаїзм вважає носіння кіпи необов'язковим. Нерелігійні євреї накривають голову кіпою при відвідуванні синагоги, під час трауру за померлим і на бар-Міцву (святкування повноліття).

## Жінки і кіпа
В ортодоксальному юдаїзмі жінки ніколи не надягають ярмулки, але традиційні одружені єврейки покривають голову хусткою або перукою (після одруження лише чоловік може бачити волосся жінки). Хоча згідно з традицією кіпа — виключно чоловічий головний убір, втім, у деяких сучасних течіях юдаїзму жінкам не забороняється надягати її.
Жінки-палестинки, які проживають в селах на Західному березі річки Йордан, займаються в'язанням ярмулок, які потім продаються в Ізраїлі.

## Види
Існують різні види ярмулок, і з їхнього вигляду (кольору, розміру, матеріалу) можна визначити не тільки релігійність єврея, а й приналежність до конкретної течії юдаїзму.
- Ярмулки ашкеназі зазвичай зшиті з чотирьох або шести клинів тканини строгих кольорів, зазвичай у них чорний верх і біла підкладка.
- Сефарди носять менші, кольорові, в'язані або прикрашені вишивкою ярмулки.
- Хасиди носять ярмулки під капелюхом чи хутряною шапкою.

Білі ярмулки носять, наприклад, представники деяких хасидських дворів, символізуючи свою приналежність до вивчення кабали. Іноді їхні кіпи мають помпончик. Прихильники руху «Хабад» носять чорні шестиклинні ярмулки. Чорні оксамитові ярмулки, облямовані чорними або коричневими лисячими чи соболиними хвостами, слугують основою хасидського парадного головного убору, званого штраймл.